# 大島定吉
大島 定吉（おおしま さだきち、1887年10月8日 - 1977年10月28日）は、日本の政治家。位階は正五位。
衆議院議員（1期）。参議院議員（1期）。栃木市長。

## 来歴・人物
栃木県出身。足利工業学校卒。家業の染色業に従事し、のち煙草小売業に転身する。県懐炉灰組合、栃木煙草協同組合各理事長を務める。栃木町議から栃木県議を経て、1945年7月栃木市長に就任する。翌1946年3月に退任。4月の第22回衆議院議員総選挙に日本進歩党公認で立候補して当選する。衆議院議員を1期務めた後1947年4月の第1回参議院議員通常選挙に民主党から立候補して当選した。1953年の第3回参議院議員通常選挙で自由党公認で立候補したが落選した。落選後の1955年の栃木市長選挙に立候補して当選し2期務めた。市長在職中には栃木県神社庁と共に現在の國學院大學栃木高等学校を誘致した。のちに栃木名誉市民になった。
1959年春の褒章で煙草販売組合の職に就いて業者の育成指導や専売品の円滑な需給を図り専売事業に尽くしたとして黄綬褒章受章、1965年秋の叙勲で勲三等旭日中綬章受章。
1977年10月28日死去、90歳。死没日をもって正五位に叙される。